# Pocket Universe
Pocket Universe – album szwajcarskiego zespołu Yello wydany w 1997 roku przez wytwórnię Mercury Records. 

## Lista utworów
1. Solar Driftwood (1:51)
2. Celsius (5:59)
3. More (6:39)
4. On Track (5:33)
5. Monolith (6:21)
6. To The Sea (5:46)
7. Magnetic (5:53)
8. Liquid Mountain (2:58)
9. Pan Blue (5:31)
10. Resistor (7:13)
11. Beyond Mirrors (5:49)
12. To The Sea (Radio Version / Northern Mix) (3:52)

## Twórcy
- Dieter Meier wokal, teksty
- Carl Cox, Ian Tregoning, Leos Gerteis - producenci
- Martin Wanner - projekt okładki
- Boris Blank - kompozytor, aranżacja, producent
- Stina Nordenstam - wokal